# A Noite do Yuri
A Noite do Yuri é uma celebração internacional realizada anualmente a 12 de abril, para comemorar um importante marco na exploração espacial. O nome do evento homenageia o cosmonauta Yuri Gagarin, o primeiro ser humano a viajar pelo espaço, o qual deixou a Terra a bordo da nave espacial Vostok 1 em 12 de abril de 1961. A primeira Noite do Yuri ocorreu em 2001 e, em 2004, já era celebrada em mais de 75 eventos individuais organizados em 34 países. A missão STS-1, o primeiro lançamento de um Ônibus Espacial, também foi homenageada, uma vez que havia ocorrido em 12 de abril de 1981, isto é, exatamente 20 anos após o lançamento da Vostok 1.

## Objetivo
O objetivo da Noite do Yuri é aumentar o interesse público na exploração espacial e inspirar uma nova geração de exploradores. Impulsionada por várias formas de expressão artística e culminando em uma rede mundial de celebrações anuais e de eventos educativos, a Noite do Yuri dá forma a uma comunidade global de jovens comprometidos tanto com a construção do futuro da exploração do espaço quanto com o desenvolvimento de líderes responsáveis e inovadores. Estes eventos globais são também uma vitrine para elementos da cultura — música, dança, moda, artes plásticas, cinema, etc. — que reflitam a posição do homem no cosmos.

## Ligações Externas
- Yuri's Night
- MSNBC: Feeling down about spaceflight? Lift your spirits with Yuri's Night
- Space Celebration Circles Globe por James Bernard Frost, 10-04-2004, Wired News.
- Space Generation website